# Лез-Абре
Лез-Абре́ (фр. Les Abrets) — колишній муніципалітет у Франції, у регіоні Овернь-Рона-Альпи, департамент Ізер. Населення — 3531 осіб (2011).
Муніципалітет був розташований на відстані близько 450 км на південний схід від Парижа, 65 км на південний схід від Ліона, 45 км на північ від Гренобля.

## Історія
До 2015 року муніципалітет перебував у складі регіону Рона-Альпи. Від 1 січня 2016 року належав до нового об'єднаного регіону Овернь-Рона-Альпи.
1 січня 2016 року Лез-Абре, Ла-Баті-Дівізен i Фітільє було об'єднано в новий муніципалітет Лез-Абре-ан-Дофіне.

## Демографія
Динаміка населення (INSEE ):
Розподіл населення за віком та статтю (2006):
| Стать | Всього | До 15 років | 15-24 | 25-44 | 45-64 | 65-85 | Понад 85 |
| --- | ------ | ----------- | ----- | ----- | ----- | ----- | -------- |
| Чоловіки | 1547   | 327         | 212   | 395   | 380   | 185   | 48       |
| Жінки | 1453   | 201         | 175   | 354   | 399   | 260   | 64       |
| \| Статево-вікова піраміда \| Статево-вікова піраміда \| Статево-вікова піраміда \| \| ----------------------- \| ----------------------- \| ----------------------- \| \| Чоловіки \| Вік \| Жінки \| \| 48 \| 85 + \| 64 \| \| 24 \| 80-84 \| 75 \| \| 59 \| 75-79 \| 79 \| \| 55 \| 70-74 \| 59 \| \| 47 \| 65-69 \| 47 \| \| 64 \| 60-64 \| 83 \| \| 126 \| 55-59 \| 115 \| \| 123 \| 50-54 \| 71 \| \| 67 \| 45-49 \| 130 \| \| 114 \| 40-44 \| 67 \| \| 111 \| 35-39 \| 75 \| \| 83 \| 30-34 \| 114 \| \| 87 \| 25-29 \| 98 \| \| 110 \| 20-24 \| 80 \| \| 102 \| 15-20 \| 95 \| \| 87 \| 10-14 \| 43 \| \| 118 \| 5-9 \| 75 \| \| 122 \| 0-4 \| 83 \| |        |             |       |       |       |       |          |
| Статево-вікова піраміда |        |             |       |       |       |       |          |
| Чоловіки | Вік    | Жінки       |       |       |       |       |          |
| 48 | 85 +   | 64          |       |       |       |       |          |
| 24 | 80-84  | 75          |       |       |       |       |          |
| 59 | 75-79  | 79          |       |       |       |       |          |
| 55 | 70-74  | 59          |       |       |       |       |          |
| 47 | 65-69  | 47          |       |       |       |       |          |
| 64 | 60-64  | 83          |       |       |       |       |          |
| 126 | 55-59  | 115         |       |       |       |       |          |
| 123 | 50-54  | 71          |       |       |       |       |          |
| 67 | 45-49  | 130         |       |       |       |       |          |
| 114 | 40-44  | 67          |       |       |       |       |          |
| 111 | 35-39  | 75          |       |       |       |       |          |
| 83 | 30-34  | 114         |       |       |       |       |          |
| 87 | 25-29  | 98          |       |       |       |       |          |
| 110 | 20-24  | 80          |       |       |       |       |          |
| 102 | 15-20  | 95          |       |       |       |       |          |
| 87 | 10-14  | 43          |       |       |       |       |          |
| 118 | 5-9    | 75          |       |       |       |       |          |
| 122 | 0-4    | 83          |       |       |       |       |          |

## Економіка
2010 року серед 2124 осіб працездатного віку (15—64 років) 1535 були активними, 589 — неактивними (показник активності 72,3%, у 1999 році було 65,7%). З 1535 активних мешканців працювало 1348 осіб (746 чоловіків та 602 жінки), безробітними було 187 (88 чоловіків та 99 жінок). Серед 589 неактивних 156 осіб було учнями чи студентами, 196 — пенсіонерами, 237 були неактивними з інших причин.

У 2010 році в муніципалітеті числилось 1415 оподаткованих домогосподарств, у яких проживали 3299,0 особи, медіана доходів виносила 16 858 євро на одного особоспоживача